# Классный журнал (ежемесячный детский журнал)
«Кла́ссный журна́л» — российский развлекательно-развивающий журнал для детей среднего школьного возраста (рекомендуемая aудитория от 7 до 13 лет). 

## О журнале
Журнал основан в 1999 году в Москве, первый выпуск вышел 30 апреля. До 2018 года журнал выходил почти каждую неделю, 48 выпусков в год. Впоследствии количество выпусков в год сократилось: в 2018-м журнал стал выходить раз в две недели, с 2021-го раз в месяц.
Тираж журнала 55 тысяч экземпляров. Распространяется по всей территории РФ по подписке и в розницу.
В журнале печатаются разные новости и события, комиксы, тесты, обзоры фильмов и компьютерных игр, интервью, описания животных, уроки рисования, детективные истории, кулинарные рецепты, развивающие задачи, анекдоты и многое другое.
С года основания и довольно продолжительное время был, фактически, единственным российским периодическим изданием для детей, рассказывавшим о аниме и манге.
Герои журнала — оранжевый рысь Пантукль и синяя инопланетянка Жукабра.
В августе 2006 года журнал получил одобрение Департамента образования г. Москвы Московского правительства (N2-2273-34-16).
Лидер продаж 2015 года на рынке печатных СМИ среди детских изданий.
14 апреля 2016 года на пресс-конференции Владимир Путин ответил на несколько вопросов от юных читателей «Классного журнала».

## Комиксы в журнале
- Кельвин и Хоббс
- Гарфилд — про обжорливого кота Гарфилда и его хозяина Джона.
- Ника — комикс-манга о семнадцатилетней девушке. Автор - Богдан ( настоящее имя - Богдан Куликовских). Издавалась в журнале в период с 1999 по 2001 год и в 2002 году была выпущена в виде отдельного издания под названием "Ника: Магическая книга".[7] Впоследствии Куликовских перерисовал историю и повторно выпустил комикс в тираж в 2008 году.
- Лина — комикс-манга о поиске королевы духов. Автор - Энджи (настоящее имя - Анастасия Каменева). Издавался в журнале в период с 2002 по 2003 год. По неизвестной причине комикс так и не был завершен.
- Котенок —  еще одна комикс-манга о приключениях юной девушки за авторством Энджи. Так же как и в случае с "Линой" этот комикс не был опубликован до конца.
- Школа №5 — комикс-манга о школьной жизни девочки-кошки Нэко и её подруги Кати
- Арнестад — комикс-манга про двух молодых девушек, которые попали в параллельный мир.
- Луна 7 — комикс-манга о космических звероподобных космонавтах.
- Звездная школа — комикс-манга об инопланетянах.

- Багз Банни — про хитрого кролика.
- Снупи и его друзья — комикс о школьниках, в оригинале называется "Peanuts".
- Приключения Десперо — про отважного крысёнка.
- Все любят Оливье — комикс о призраке, попавшем в Россию.
- Легенда серебряного дракона — манга про искателя приключений Райда и жрицу храма дракона Хризоламписа Арилию.
- Бронзовый эон — манга-комикс, задуманный как сиквел "Легенды серебряного дракона", в стиле киберпанка.
- Перуница Дева-воительница — манга-комикс с героиней в старорусском стиле.